# 羊绒

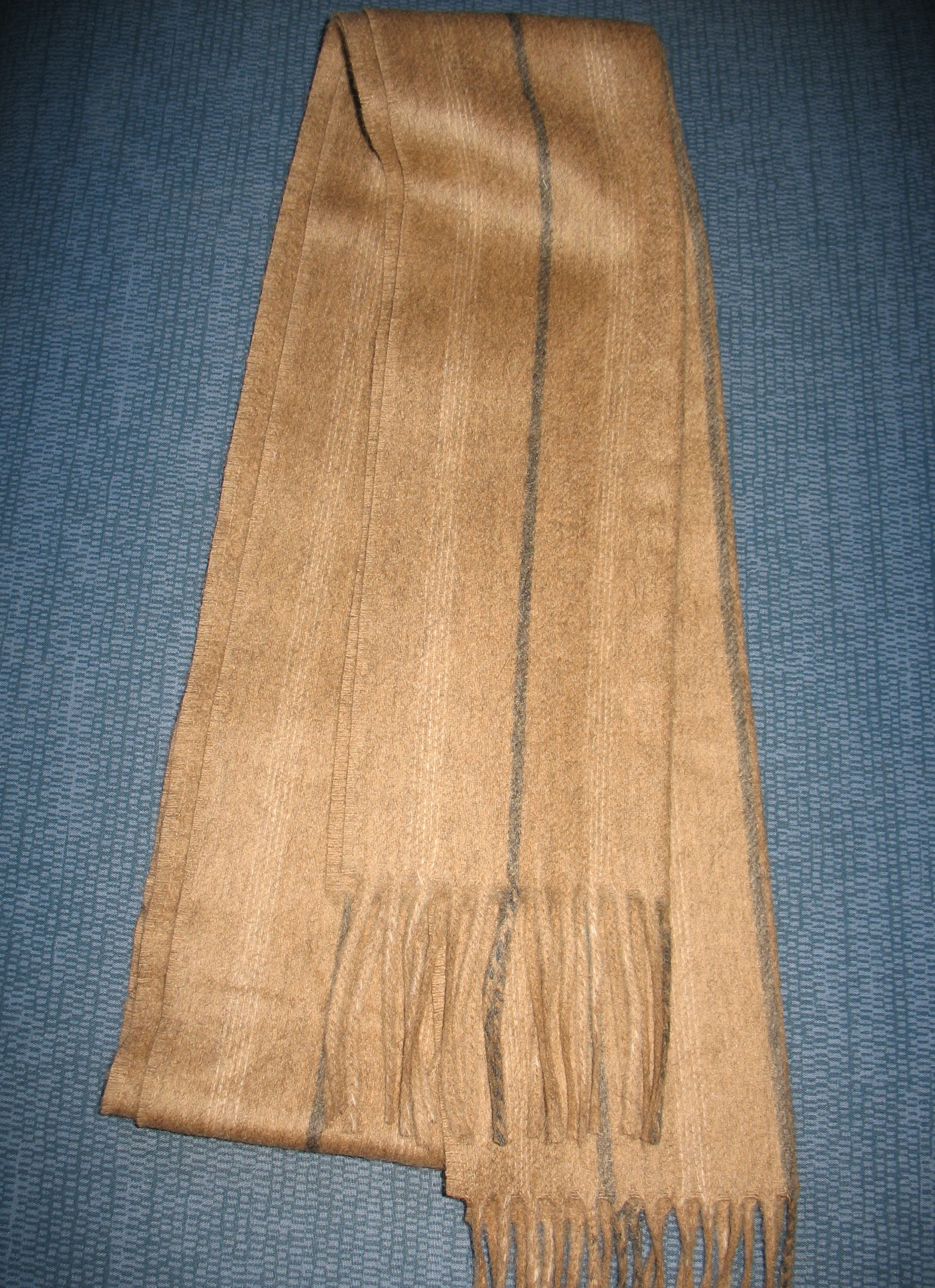
羊绒围巾

羊绒（英語：或簡稱，香港粵語中亦音譯為“茄士咩”），指克什米爾山羊或其他種山羊身上的动物纤维，不同于羊毛。因克什米尔曾为向欧洲出口羊绒的集散地，所以西方语言中多直稱羊绒為「克什米尔」。在西方國家，羊绒常常是市場交易最貴的紗線，平均一條羊绒圍巾市值150到500美元，也成為許多歐洲貴族的喜愛。

## 特性
羊绒柔软纤细，富有弹性，且可以很容易地絞成紗線。用羊絨毛線製成的織品輕、薄而保暖。染色前的羊絨是灰、白或咖啡色的。

## 採集
羊绒都是在春天山羊要自然脫去冬天毛髮的季節採集。在北半球，山羊的脫毛季節大約始於三月，最晚及至五月。平均每隻山羊一年可以採得150克的羊絨。
據善待動物組織（PETA）的影片調查中指出，羊絨的採集正以一種極為不人道且痛苦的方式進行。
羊絨的主要獲取方法是「梳絨」，與綿羊毛以剃毛的方式採集不同，羊絨長在山羊毛的根部，需要用特製的金屬梳一點一點梳下，這聽上去溫柔無害，但實際並非如此。在蒙古一間羊絨農場中，工人粗魯地將山羊按到在地，並用膝蓋壓住牠們，PETA表示，這樣的行為會讓山羊這類被捕食者陷入恐慌，山羊的腿也常常扭轉到不自然的位置，在梳絨過程中不斷地掙扎叫喊，影片中，一隻山羊因此而受傷，但卻沒有得到任何的護理，只見工人僅僅將米酒倒在動物的傷口上。
並且在數年的採集，確定該山羊無法進行再生產後，便會送入屠宰場，但蒙古與中國等地的屠宰場皆無較為人道的屠宰方式，有的使用鐵槌試圖敲暈山羊，有的更是直接把山羊喉嚨割開後扔到一旁，接受此屠宰方法的山羊有的甚至得在長達兩分鐘的痛苦中緩慢死去。

## 产地
羊绒的产地主要在亚洲，以中国产量为最，估計約達每年10000噸，其中又以内蒙古质量最好。蒙古国每年生產3000噸，僅次於中國。而印度、巴基斯坦、伊朗、阿富汗、中亚各国以及土耳其等地也都有生产。
每年全世界的估計總產量約在15,000 ~ 20,000噸之間。採集來的山羊毛，將脂肪、塵垢和粗糙毛髮剃除後稱為「純羊絨」，估計每年總產量約5,895公制吨。

## 保养
羊絨是蛋白質纖維，特別容易被蟲蛀蝕，收藏時應洗淨晾乾，並放置適量的防蟲蛀劑，注意通風、防潮濕，洗滌時注意“三要素”：
- 必須選用中性洗滌劑；
- 水溫控制在30℃～35℃；
- 小心輕搓，不可用力，清水漂淨，平鋪晾乾，不能曝曬。

另外，當日常清潔高級羊絨產品時務必使用徹底乾徹的清潔面料。高級羊毛產物對水氣極為敏感，微量濕氣會導致羊絨產品受潮隨後可能發黴。